# Brackenheim
Brackenheim (tiếng Đức: [ˈbʁakn̩ˌhaɪ̯m] ⓘ) là một thị xã ở huyện Heilbronn trong bang Baden-Württemberg miền nam Đức. Đô thị này có diện tích 45,74 km², dân số thời điểm 31 tháng 12 năm 2020 là 16.086 người. Đô thị này toạ lạc 15 km về phía tây nam của Heilbronn. 
Với diện tích trồng nho là 826 héc ta, đây là đô thị trồng nho lớn nhất của Württemberg.
Brackenheim nằm bên bờ sông Zaber ở Zabergäu, tây nam huyện Heilbronn, về phía bắc của Baden-Württemberg, Đức.
Các xã và thị trấn giáp ranh (theo chiều kim đồng hồ): Cleebronn, Güglingen, Eppingen, Schwaigern, Nordheim, Lauffen (Neckar) (tất cả đều thuộc huyện Heilbronn), Kirchheim (Neckar) và Bönnigheim (cả hai đều thuộc huyện Ludwisburg).
Đô thị này gồm thị xã Brackenheim và các đơn vị dân cư sau:
- Botenheim
- Dürrenzimmern
- Hausen an der Zaber
- Haberschlacht
- Meimsheim
- Neipperg
- Stockheim.